# Cycle des Chroniques d'Alvin le Faiseur

Le Cycle des Chroniques d'Alvin le Faiseur est une série d'ouvrages de fantasy rédigés par Orson Scott Card (États-Unis) : 
- 1987 : Le Septième Fils
- 1988 : Le Prophète rouge
- 1989 : L'Apprenti
- 1995 : Le Compagnon
- 1998 : Flammes de vie
- 1998 : L'Homme-au-grand-sourire (nouvelle parue dans Légendes, un recueil de nouvelles présenté par Robert Silverberg)
- 2003 : Sur le Yazoo Queen (nouvelle parue dans l'anthologie Légendes de la fantasy, présentée par Robert Silverberg)
- 2003 : La Cité de cristal
- 2026 : Maître Alvin (Master Alvin, à paraître)[1]

## Résumé
Ce cycle se passe dans une Amérique du XIXe siècle alternative et imaginaire, dans laquelle la magie est présente. Chacun y possède des pouvoirs magiques plus ou moins développés (un « talent »).
Alvin est le septième fils d'un septième fils, ce qui le destine à être doté de pouvoirs particulièrement puissants, qui font de lui un « Faiseur », capable de réaliser des merveilles en se faisant obéir par la nature et la matière même. Il sent qu'il a une tâche à accomplir et c'est ce qu'il cherche à comprendre au cours des Chroniques.
Le Défaiseur, une puissance maléfique qui cherche à réduire l'Univers à néant, s'oppose à la quête d'Alvin. On a pu voir dans le Défaiseur une image du diable, bien sûr, mais aussi de l'augmentation fatale de l'entropie. Heureusement, Alvin a de nombreux alliés dont Peggy, une « Torche », c'est-à-dire une personne capable de prévoir les différents avenirs possibles.
De nombreux personnages historiques font aussi leur apparition, et sont dotés de pouvoirs qu'ils n'avaient évidemment pas dans la réalité, mais qui sont cohérents avec leur histoire réelle. Par exemple, Napoléon Bonaparte est capable de rendre les hommes dévots à son égard ; William Blake (Mot-pour-mot) a un talent pour raconter les histoires, etc.
Il faut souligner que l'Amérique telle que présentée dans les Chroniques est quand même assez éloignée de l'Amérique historique : les noms des États, des villes et des fleuves, et la situation politique sont un peu différents de la réalité.
L'un des points forts de cette série est la façon qu'a son auteur de mélanger la réalité historique et la fiction fantastique. Ainsi, un très bon tailleur le sera non pas grâce à une maîtrise de ses outils, mais parce qu'il a un pouvoir lui permettant de « demander » à la pierre de s'attendrir. Les Amérindiens peuvent se mouvoir dans la forêt avec une rapidité inégalée, car la terre leur facilite le chemin ; ils sont de bons chasseurs, car ils « demandent » aux animaux s'ils sont prêts à mourir.
Card fait souvent référence à la Bible, et de nombreux passages font écho à des passages de l'Ancien Testament (la traversée de la mer Rouge par Moïse) et du Nouveau Testament (le Christ est parfois cité comme le « Faiseur » parfait).
Liste des personnages réels apparaissant ou cités dans les Chroniques :
- John James Audubon
- William Blake
- Honoré de Balzac
- Napoléon Bonaparte
- Mike Fink (en)
- Benjamin Franklin
- William Henry Harrison
- Andrew Jackson
- La Fayette
- Abraham Lincoln
- Tecumseh
- Tenskwatawa